# アルベール・グレゴリウス
アルベール・グレゴリウス（Albert Jacob Frans Gregorius、1774年10月26日 - 1853年2月25日）は、ネーデルランド南部のブルッヘ生まれの画家である。1839年にベルギー王国として独立するまで、ネーデルランド南部がハプスブルク家やフランス、ネーデルランド王国の支配をうけた時代の画家である。1801年から1835年の間、主に、パリで肖像画家として働いた後、ブルッヘに戻り、美術学校の校長を務めた。

## 略歴
ブルッヘの貧しい家に生まれた。ブルッヘの名士でアマチュア画家のフランソワ・ファン・デル・ドンクト（François van der Donckt: 1757-1813）に絵の才能を認められ、 ファン・デル・ドンクトから絵を学び、ブルッヘの美術学校で学ぶことができた。ブルッヘの美術学校で1791年から1793年の間に何度か賞を受賞した。
16歳であった1801年6月にパリに移り、ブルッヘ出身の画家ジョゼフ＝ブノワ・スヴェー（Joseph-Benoît Suvée: 1743–1807）の弟子になったが、スヴェーは数か月後、在ローマ・フランス・アカデミーの教授となるためにローマに移ったため、ジャック＝ルイ・ダヴィッドの学生になった。1905年にブルッヘに戻り、若手芸術家の登竜門であるローマ賞に参加する準備をしたが、病気のため参加することはできなかった。
1806年に再びパリに移り、その後は多くの当時のネーデルランド南部出身の画家たちとグループを形成し、互いに助け合ってパリでで活動した。グレゴリウスが帰国するのは1835年であった。パリで才能ある肖像画家としてすぐに評価されるようになった。1808年と1810年のヘントの展覧会や1812年と1814年のパリの展覧会に出展したが、展覧会にはあまり参加しなかった。
ナポレオンやルイ18世、シャルル10世、ルイ・フィリップといったそれぞれの時代の国王やアウグスト・ヴィルヘルム・シュレーゲルといった学者の肖像画を描き、美術教師としても働いた。
61歳になってグレゴリウスはブルッヘに戻り、1835年11月にブルッヘの美術学校の校長になり、その仕事を1852年まで続けた。晩年は、グレゴリウスのスタイルは時代遅れと評されるようになり、同僚や学生、市の監督者と衝突して辞任した。グレゴリウスが教えた学生にはフォード・マドックス・ブラウンがいる。
1853年にブルッヘで死去した。フランス滞在中に結婚したとされるが、それについては知られていない。亡くなった時に近親者はいなかった。

## 作品

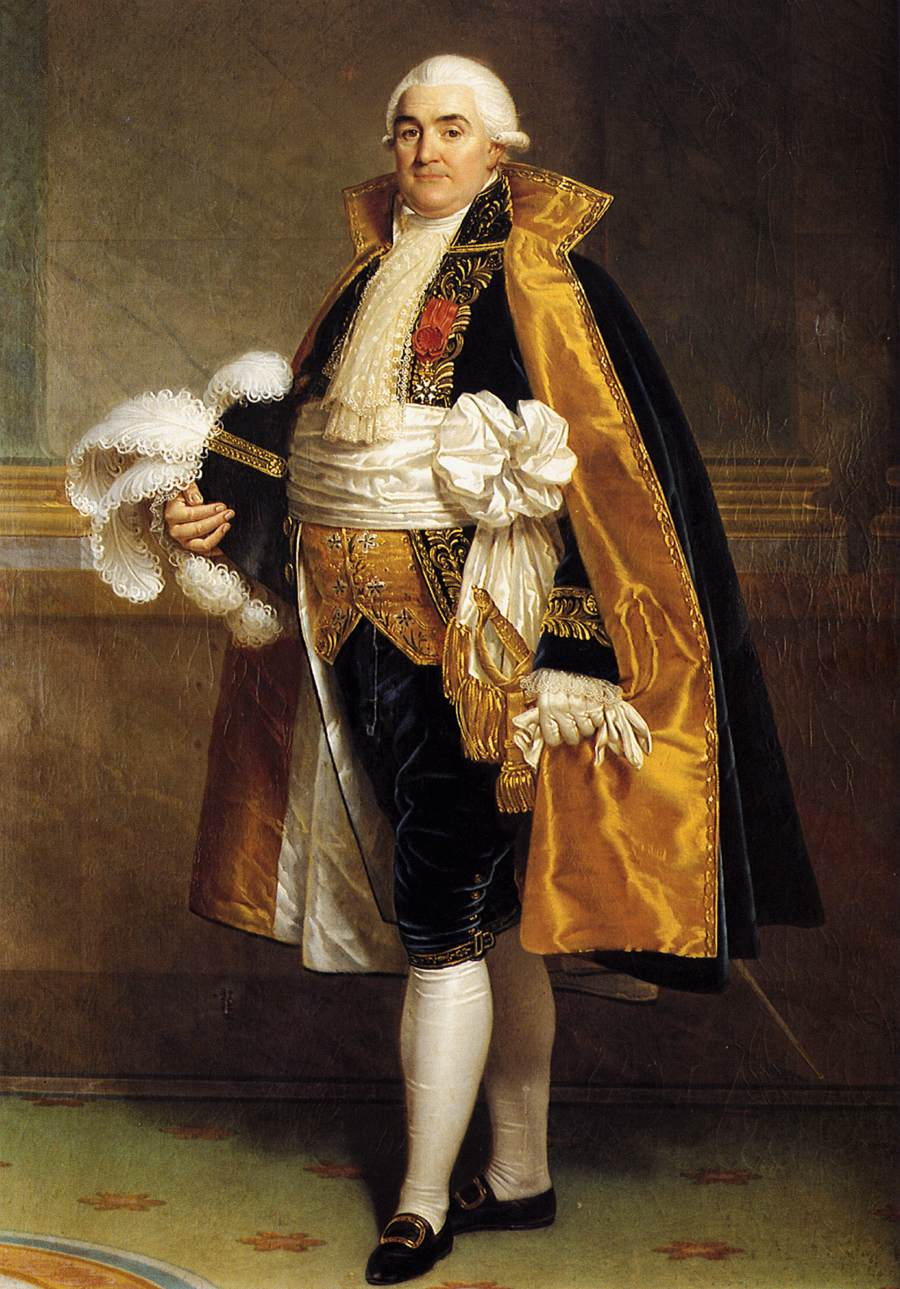
シャルル・シャセ（Charles Antoine Chasset:フランス革命時の政治家）の肖像、(1813) グルーニング美術館
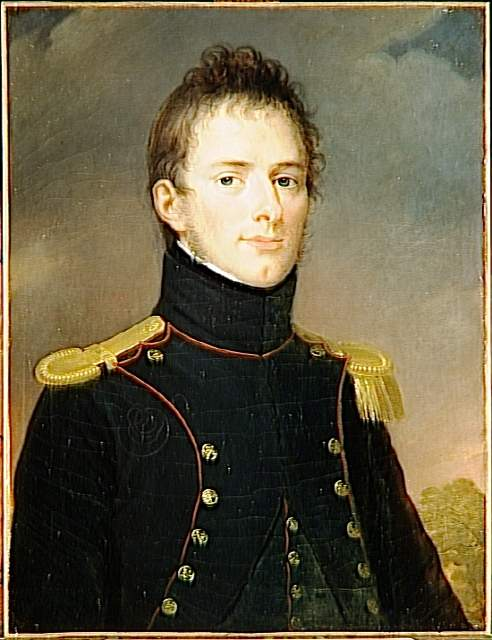
マクシミリアン・セバスティアン・フォワ（軍人）(1835) ヴェルサイユ宮殿
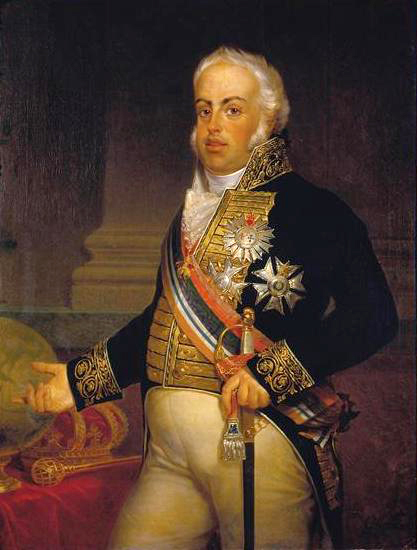
ジョアン6世 (ポルトガル王)の肖像 (1826) アジュダ宮殿
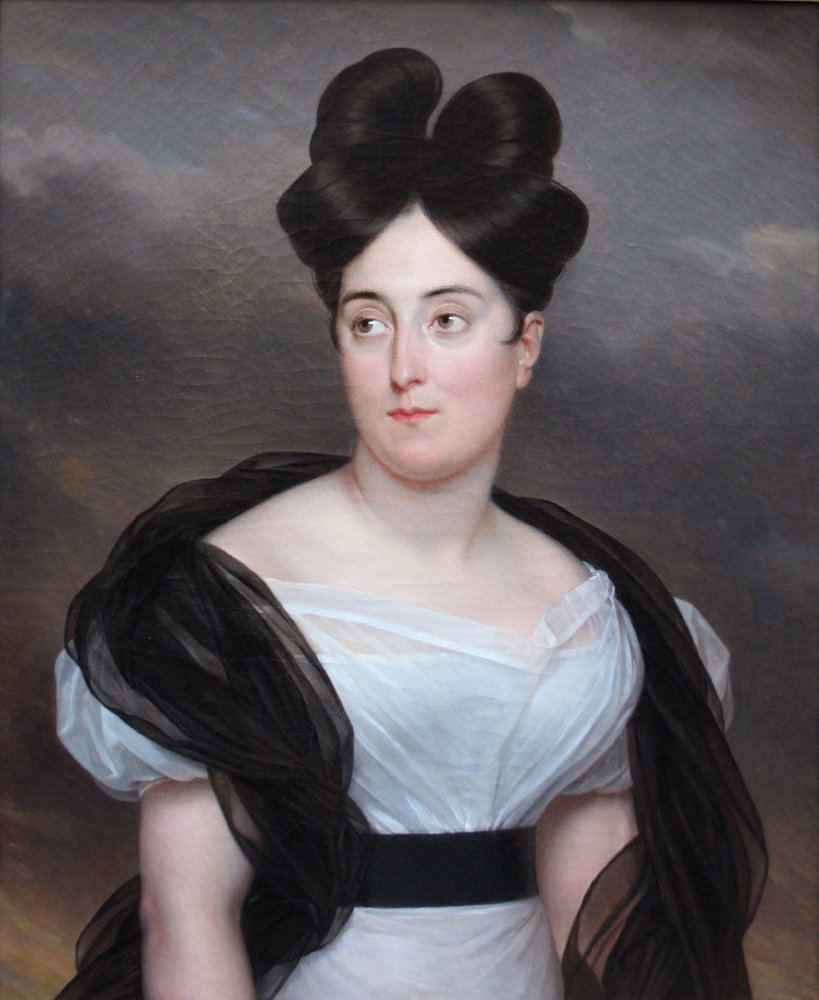
女性像